# زياد مطر
زياد مطر (من مواليد 18 ديسمبر 1991) هو لاعب جودو يمني. شارك في دورة الألعاب الأولمبية الصيفية لعام 2016 في حدث 73 كجم للرجال، حيث تم إقصاؤه في الجولة الثانية من قبل فيكتور سكفورتوف.   كان حامل علم اليمن في موكب الأمم. 